# Мидия – Енос
Мидия – Енос е хипотетична права линия, взета по силата на чл.2 от Лондонския мирен договор за източна граница на владенията, които Османската империя отстъпва на държавите-съюзници в Балканската война на Балканите, без проектираната Албания, чиито граници и устройство се поверяват на големите европейски държави – Великобритания, Франция, Русия, Германия, Австро-Унгария и Италия.
Османската империя, използвайки конфликта на Царство България с бившите му съюзници Кралство Сърбия и Кралство Гърция, прераснал в Междусъюзническа война, окупира територията на Одринска Тракия през 1913 година в нарушение на Лондонския мирен договор.